# Perissandria ficta
Perissandria ficta är en fjärilsart som beskrevs av Márton Hreblay och Plante 1998. Perissandria ficta ingår i släktet Perissandria och familjen nattflyn. Inga underarter finns listade i Catalogue of Life.